# Хаватіб-Кебір
Хаваті́б-Кебі́р (Ауатіб-Кебір, Хауатіб-Кебір, Хаватб-Кебір) — невеликий острів в Червоному морі в архіпелазі Дахлак, належить Еритреї, адміністративно відноситься до району Дахлак регіону Семіен-Кей-Бахрі.

## Географія
Розташований на північний схід від острова Дульбія. Має округлу форму діаметром 2,7 км. Окрім південного заходу острів облямований піщаними мілинами. Відрізняється від інших островів архіпелагу присутністю чагарникових заростей.